# Ерг (пустеля)

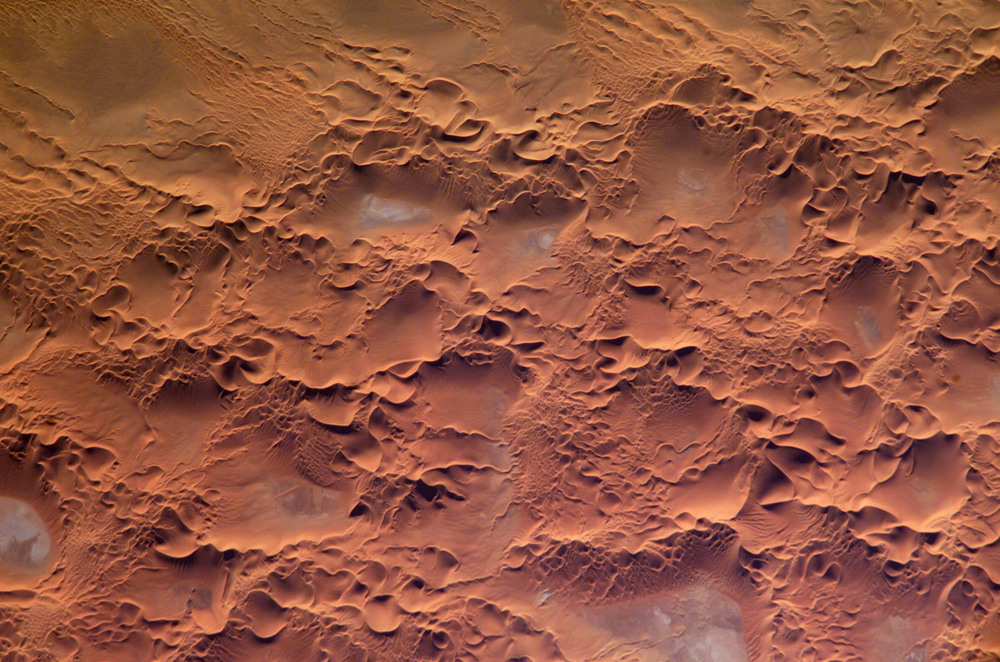
Ерг Іссауан в Алжирі, супутникове фото

Ерг (рос. эрг, англ. erg, sand desert; нім. Erg, Sandwüste) — арабська назва піщаних масивів Північної Африки (наприклад, Великий Східний Ерг, Великий Західний Ерг, Ерг Шеббі).
Для ергів характерна наявність барханів, дюн, летючих пісків, солончаків, а також мала кількість або повна відсутність рослинності.
У Середній Азії подібне утворення називається кум, в Аравії — нефуд, у Китаї — шамо.